# Weißbach (Goldach)
Der Weißbach ist ein rechter Zufluss zur Goldach, der nach etwa 1,8 Kilometer langem geradem nordwärtigen Lauf in die Goldach mündet.

## Historischer Verlauf
In den ursprünglichen Verlauf des Weißbachs wurde durch den Bau des Mittleren Isarkanals im oberen Bereich stark eingegriffen. Auf historischen Karten ist ein linker Zufluss, das Vockerbächl erkennbar, das heute nicht mehr existiert.